# 蛇菰宁
蛇菰宁（也称为蛇菰脂醛素）是一种植物产生的木脂素类化合物，分子式C20H20O6，存在于香豆樹（Dipteryx odorata）、日本蛇菰（Balanophora japonica）中。